# جوزيف ر. ويست
جوزيف ر. ويست (بالإنجليزية: Joseph R. West) هو ضابط وسياسي أمريكي، ولد في 19 سبتمبر 1822 في نيو أورلينز في الولايات المتحدة، وتوفي في 31 أكتوبر 1898 في واشنطن العاصمة في الولايات المتحدة. حزبياً، نشط في الحزب الجمهوري. وقد انتخب عمدة واشنطن العاصمة وانتخب عضو مجلس الشيوخ الأمريكي.